# Rasso di Baviera
Rasso di Baviera (Starnberg, 24 maggio 1926 – Starnberg, 12 settembre 2011) è stato un nobile tedesco, figlio di Francesco di Baviera, principe della corona di Baviera.
Il principe Rasso nacque a Schloß Leutstetten, vicino a Starnberg, nel Regno di Baviera. Era il figlio minore del principe Francesco di Baviera e di sua moglie, la principessa Isabella Antonia von Croÿ.

## Matrimonio e figli
Il 17 ottobre 1955 Rasso sposò l'arciduchessa Teresa d'Austria, figlia di Theodor Salvator, arciduca d'Austria, e della contessa Maria Theresia von Waldburg zu Zeil und Trauchburg. Il matrimonio ebbe luogo presso Schloß Wallsee, vicino ad Amstetten, in Austria. La coppia ha avuto sette figli:
- Maria-Theresia di Baviera (n. 1956), sposò il conte Tamas Kornis de Goncz-Ruszka.
- Florian (al secolo Franz-Josef) di Baviera (1957-2022), monaco benedettino a Peramiho, Tanzania, e a Marsabit, Kenya.
- Elisabetta di Baviera (n. 1959), sposò il conte Andreas von Kuefstein.
- Volfango di Baviera (n. 1960), sposò la contessa Beatrice di Lodron-Laterano e Castelromano.
- Benedikta di Baviera (n. 1961), sposò il conte Rudolf von Freyberg-Eisenberg.
- Christoph di Baviera (n. 1962); sposò Gudila baronessa von Plettenberg.
- Gisela di Baviera (n. 1964), sposò il principe Alessandro di Sassonia-Gessaphe.

Il principe Rasso è morto il 12 settembre 2011.

## Ascendenza
|                                        |                  |                                          | Genitori                         |  |  | Nonni |  |  | Bisnonni            |  |  | Trisnonni             |  |
|                                        |                  |                                          |                                  |  |  |       |  |  | Luitpold di Baviera |  |  | Ludovico I di Baviera |  |
|                                        |                  |                                          |                                  |  |  |       |  |  | Luitpold di Baviera |  |  | Ludovico I di Baviera |  |
|                                        |                  | Teresa di Sassonia-Hildburghausen        |                                  |  |  |       |  |  | Luitpold di Baviera |  |  |                       |  |
| Ludovico III di Baviera                |                  |                                          |                                  |  |  |       |  |  | Luitpold di Baviera |  |  |                       |  |
|                                        |                  | Augusta Ferdinanda d'Asburgo-Lorena      | Leopoldo II di Toscana           |  |  |       |  |  |                     |  |  |                       |  |
|                                        |                  | Augusta Ferdinanda d'Asburgo-Lorena      | Leopoldo II di Toscana           |  |  |       |  |  |                     |  |  |                       |  |
|                                        |                  | Augusta Ferdinanda d'Asburgo-Lorena      | Maria Anna Carolina di Sassonia  |  |  |       |  |  |                     |  |  |                       |  |
| Francesco di Baviera                   |                  | Augusta Ferdinanda d'Asburgo-Lorena      |                                  |  |  |       |  |  |                     |  |  |                       |  |
|                                        |                  | Ferdinando Carlo Vittorio d'Austria-Este | Francesco IV d'Austria-Este      |  |  |       |  |  |                     |  |  |                       |  |
|                                        |                  | Ferdinando Carlo Vittorio d'Austria-Este | Francesco IV d'Austria-Este      |  |  |       |  |  |                     |  |  |                       |  |
|                                        |                  | Ferdinando Carlo Vittorio d'Austria-Este | Maria Beatrice di Savoia         |  |  |       |  |  |                     |  |  |                       |  |
| Maria Teresa Enrichetta d'Austria-Este |                  | Ferdinando Carlo Vittorio d'Austria-Este |                                  |  |  |       |  |  |                     |  |  |                       |  |
|                                        |                  | Elisabetta Francesca d'Asburgo-Lorena    | Giuseppe d'Asburgo-Lorena        |  |  |       |  |  |                     |  |  |                       |  |
|                                        |                  | Elisabetta Francesca d'Asburgo-Lorena    | Giuseppe d'Asburgo-Lorena        |  |  |       |  |  |                     |  |  |                       |  |
|                                        |                  | Elisabetta Francesca d'Asburgo-Lorena    | Maria Dorotea di Württemberg     |  |  |       |  |  |                     |  |  |                       |  |
| Rasso di Baviera                       |                  | Elisabetta Francesca d'Asburgo-Lorena    |                                  |  |  |       |  |  |                     |  |  |                       |  |
|                                        | Rodolfo von Croÿ | Alfredo von Croÿ                         |                                  |  |  |       |  |  |                     |  |  |                       |  |
|                                        | Rodolfo von Croÿ | Alfredo von Croÿ                         |                                  |  |  |       |  |  |                     |  |  |                       |  |
|                                        | Rodolfo von Croÿ | Eleonora di Salm-Salm                    |                                  |  |  |       |  |  |                     |  |  |                       |  |
| Carlo Alfredo von Croÿ                 | Rodolfo von Croÿ |                                          |                                  |  |  |       |  |  |                     |  |  |                       |  |
|                                        |                  | Natalia di Ligne                         | Eugenio I di Ligne               |  |  |       |  |  |                     |  |  |                       |  |
|                                        |                  | Natalia di Ligne                         | Eugenio I di Ligne               |  |  |       |  |  |                     |  |  |                       |  |
|                                        |                  | Natalia di Ligne                         | Natalia de Trazegnies            |  |  |       |  |  |                     |  |  |                       |  |
| Isabella Antonia von Croÿ              |                  | Natalia di Ligne                         |                                  |  |  |       |  |  |                     |  |  |                       |  |
|                                        |                  | Engelberto Augusto d'Arenberg            | Prospero Luigi d'Arenberg        |  |  |       |  |  |                     |  |  |                       |  |
|                                        |                  | Engelberto Augusto d'Arenberg            | Prospero Luigi d'Arenberg        |  |  |       |  |  |                     |  |  |                       |  |
|                                        |                  | Engelberto Augusto d'Arenberg            | Maria Ludmilla Rosa di Lobkowitz |  |  |       |  |  |                     |  |  |                       |  |
| Ludmilla di Arenberg                   |                  | Engelberto Augusto d'Arenberg            |                                  |  |  |       |  |  |                     |  |  |                       |  |
|                                        |                  | Maria Eleonora d'Arenberg                | Ernesto d'Arenberg               |  |  |       |  |  |                     |  |  |                       |  |
|                                        |                  | Maria Eleonora d'Arenberg                | Ernesto d'Arenberg               |  |  |       |  |  |                     |  |  |                       |  |
|                                        |                  | Maria Eleonora d'Arenberg                | Sofia von Auersperg              |  |  |       |  |  |                     |  |  |                       |  |
|                                        |                  | Maria Eleonora d'Arenberg                |                                  |  |  |       |  |  |                     |  |  |                       |  |

## Titoli
- Gran Priore del Reale ordine di San Giorgio per la difesa dell'Immacolata Concezione
- Cavaliere dell'Ordine di Sant'Uberto
- Cavaliere dell'Ordine del Toson d'oro